# Diarmuid (Sagengestalt)
Diarmuid, auch Diarmait, Diarmaid, vollständig Diarmuid Ua Duibhne, Diarmait ua Duibne ['dʴiarmidʴ ua 'duvʴnʴe] Diarmid O'Dyna („Der Neidlose, Sohn des Ó Duibhne“ oder „Der Nicht-Neidische Dunkle“, nach seinen dunkelbraunen Haaren) ist der Hauptheld der Sage von Tóragheacht Dhiarmaida agus Ghráinne („Die Verfolgung von Diarmuid und Gráinne“) in der keltischen Mythologie Irlands.

## Mythologie
Diarmuid ist der Sohn von Ó Duibhne und der Pflegesohn des Gottes Aonghus Óg (Oengus). Er ist ein berühmtes Mitglied der Fianna, als diese Jungkrieger-Truppe von Fionn mac Cumhail geführt wird. Einst legte eine von ihm verschmähte Frau den Fluch auf ihn, dass sich jedes Mädchen in ihn verlieben müsse, das sein Haupt sehe. Als ihn Gráinne zum ersten Mal erblickt, geschieht dies auch und sie zwingt ihn durch geis, sie noch vor der Eheschließung mit Fionn zu entführen. Dadurch macht er sich diesen zum Todfeind; die Verfolgung quer durch Irland, die Versuche, ihn zu töten, die scheinbare Versöhnung und schließlich die tödliche Falle sind der Inhalt von Tóragheacht Dhiarmaida agus Ghráinne. Diese Sage ist ein Teil des Finn-Zyklus, des südirischen Sagenkreises um Fionn mac Cumhail.
Diarmuid ist der Vorgänger von Tristan und nahezu identisch mit Naoise aus dem nordirischen Sagenkreis. Birkhan sieht in ihm eine Vermenschlichung eines Vegetations- und Fruchtbarkeitsgottes, vergleichbar mediterranen Göttern mit ähnlichem Schicksal (Tod auf der Eberjagd).
Ein kleiner bronzezeitliche Steinhügel bei Strontoiller in Argyll and Bute wird als Grab der Sagengestalt bezeichnet.